# Доланкур
Доланку́р (фр. Dolancourt) — коммуна во Франции, находится в регионе Шампань — Арденны. Департамент — Об. Входит в состав кантона Вандёвр-сюр-Барс. Округ коммуны — Бар-сюр-Об.
Код INSEE коммуны — 10126.
Коммуна расположена приблизительно в 180 км к востоку от Парижа, в 80 км южнее Шалон-ан-Шампани, в 45 км к востоку от Труа.

## Население
Население коммуны на 2008 год составляло 141 человек.
| 1962 | 1968 | 1975 | 1982 | 1990 | 1999 | 2008 |
| ---- | ---- | ---- | ---- | ---- | ---- | ---- |
| 129  | 146  | 109  | 165  | 169  | 145  | 141  |

## Экономика
В 2007 году среди 80 человек в трудоспособном возрасте (15—64 лет) 59 были экономически активными, 21 — неактивными (показатель активности — 73,8 %, в 1999 году было 73,1 %). Из 59 активных работали 56 человек (31 мужчина и 25 женщин), безработных было 3 (1 мужчина и 2 женщины). Среди 21 неактивных 4 человека были учениками или студентами, 10 — пенсионерами, 7 были неактивными по другим причинам.